# Zones humides (film)
Pour les articles homonymes, voir Zone humide (homonymie).
Pour plus de détails, voir Fiche technique et Distribution.
Zones humides (Feuchtgebiete) est une comédie dramatique allemande coécrite et réalisée par David Wnendt, sortie en 2013. Il s’agit de l’adaptation du roman Zones humides (Feuchtgebiete) de Charlotte Roche paru en février 2008.
Le film suit Helen, une adolescente berlinoise à la sexualité délurée et à la vie familiale instable, qui doit être hospitalisée à cause d'une plaie à l'anus survenue durant son rasage intime. Clouée au lit pendant son séjour à l'hôpital, elle essaiera de draguer l'infirmier Robin. D'abord pris de court par ses manières directes, Robin deviendra peu à peu son complice.

## Synopsis
Helen (Carla Juri), 18 ans, vit avec sa mère et son petit frère Toni (Ludger Bökelmann) dans un appartement à Berlin. Elle adore provoquer les gens en disant tout haut ce que beaucoup pensent tout bas. Sa cible de choix est sa mère (Meret Becker), dont elle moque le catholicisme et la maniaquerie en étant très ouverte sur le plan sexuel et en n'ayant que peu d'hygiène corporelle : elle se lave le moins souvent possible pour sentir le sexe et attirer les garçons ; elle se masturbe avec les légumes de la cuisine sans les laver ensuite. Parfois elle se rappelle son enfance et l'éducation spéciale de sa mère.
Sa mère multiplie les amants, et ne voit plus du tout le père d'Helen (Axel Milberg). Helen va visiter son père de temps en temps. C'est un ingénieur riche et bourru qui n'a que peu de temps pour elle. Elle voudrait bien emménager chez lui.
Elle se lie d'amitié avec sa voisine Corinna (Marlen Kruse). Ensemble, elles jouent avec leur sang menstruel, échangent leurs tampons. Quand Michael (Bernardo Arias Porras), le nouveau petit-ami de Corinna, oublie ses drogues chez elle, elles les consomment en partant en boîte au MAGDAlenaclub et finissent leur virée dans la station de métro Heidelberger Platz. Le bilan de l'aventure est 1999 € de dettes.
Comme elle n'aime pas se raser, elle le fait vite et mal. Finalement elle se coupe gravement à l'anus pendant son rasage intime. Elle ne prévient personne et après avoir quand même essayé d'aller à l'école en saignant, elle se résout à être hospitalisée. Sa fissure anale est assez grave puisqu'elle s'ajoute à ses hémorroïdes chroniques. Elle se fait rapidement opérer par le Dr Notz (Edgar Selge), qui se sert d'elle pour faire un cours à ses assistants. Après l'opération proctologique, elle doit rester quelques jours alitée à la clinique, jusqu'à qu'elle ait ses selles. Elle flirte avec l'infirmier Robin (Christoph Letkowski) qui est désarmé devant ses manières directes et ses provocations. Ils vont bientôt être complices, mais la petite amie de Robin avec qui il fait une pause depuis deux ans, Valerie (Peri Baumeister), voit ça d'un très mauvais œil. Pendant son séjour à la clinique, elle décide de prévenir ses parents et espère pouvoir se servir de cette excuse pour réunir ses parents et qu'ils se remettent en couple. Ses parents la visitent mais ne sont pas ponctuels et ne se rencontrent pas.
Elle se sent bien dans la clinique, et cache le fait qu'elle soit allée aux toilettes pour rester plus longtemps. Quand le Dr Notz lui intime l'ordre de rentrer chez elle, elle fait exprès de rouvrir sa plaie. Elle doit se faire réopérer et tombe dans un état somnolent. Elle rêve à son enfance quand sa mère avait essayé de se suicider avec son petit frère.
La deuxième opération se passe bien et Helen sort de la clinique. Elle rencontre Robin juste avant qu'il ne parte et lui demande de l'emmener chez lui. Il accepte. En s'en allant, Helen voit ses parents qui étaient revenus la visiter enfin réunis.

## Fiche technique
- Titre français : Zones humides[2]
- Titre original allemand : Feuchtgebiete
- Réalisation : David Wnendt
- Scénario : Claus Falkenberg, Sabine Pochhammer et David Wnendt
- Décors : Sven Hausmann
- Costumes : Elke von Sivers
- Photographie : Jakub Bejnarowicz
- Montage : Andreas Wodraschke
- Musique : Michael Beckmann
- Production : Peter Rommel
- Sociétés de production : Rommel Film ; ZDF (coproduction)
- Sociétés de distribution : Majestic-Filmverleih (Allemagne) ; 20th Century Fox Home Entertainment (DVD), Strand Releasing (international)
- Format : couleur - 35 mm - 2.35:1
- Pays d'origine :  Allemagne
- Langue originale : allemand
- Genre : comédie dramatique
- Durée : 105 minutes
- Dates de sortie[3] :
  - Italie : 11 août 2013 (Festival international du film de Locarno)
  - Allemagne : 22 août 2013
  - France : 6 septembre 2014 (L'Étrange Festival) ; 14 décembre 2020 (DVD[2])

## Distribution
- Carla Juri : Helen Memel
- Christoph Letkowski : Robin
- Marlen Kruse : Corinna
- Meret Becker : la mère
- Axel Milberg : le père

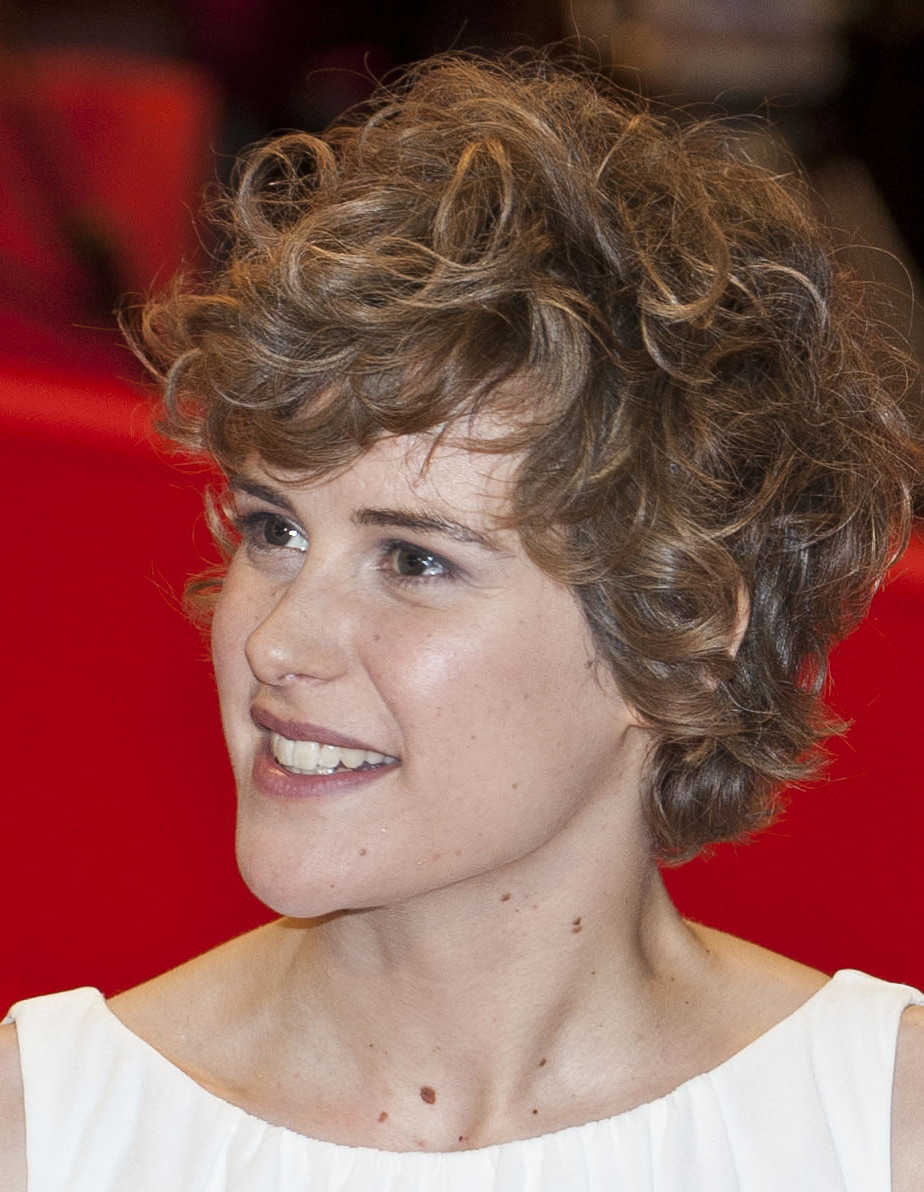
Carla Juri, actrice suisse qui tient le premier rôle du film.

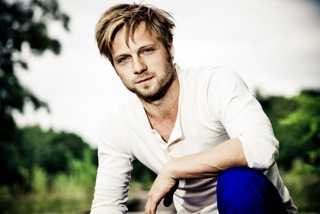
Christoph Letkowski, acteur allemand natif de Halle-sur-Saale, qui tient le rôle de Robin.

- Peri Baumeister : Valerie, l'infirmière
- Edgar Selge : Dr Notz
- Clara Wunsch : Helen à 8 ans
- Ludger Bökelmann (de) : le petit frère Toni
- Bernardo Arias Porras : Michael
- Selam Tadese : Kanell
- Harry Baer : le nouveau compagnon de la mère

## Production

### Développement et genèse
Après le succès et le caractère sulfureux du roman dont le film est adapté, le tournage a été tenu secret sous le nom de code « Memelland ». Le Medienboard Berlin-Brandenburg a financé le travail sur le scénario à hauteur de 36 000 euros.
L'auteur du roman Charlotte Roche était impliquée dans le film au début de la production. C'est elle qui a trouvé le producteur Peter Rommel et elle a lu le scénario dans sa première mouture. Elle s'est ensuite tenue à l'écart, mais a participé à l'avant-première et à la publicité du film.

### Langues
Le film est intégralement en allemand. Mais le Dr Notz fait une citation en latin : « Cede repugnanti! Cedendo victor abibis. » Il s'agit d'une phrase du Livre II de L'Art d'aimer d'Ovide. qui peut se traduire par « Cède quand elle résiste ; c’est en cédant que tu sortiras vainqueur ; ».

### Musique
Ezra de Zeus et l'acteur Christoph Letkowski, qui a fondé le groupe Von Eden avec Ilker Aydin en même temps que le film, se sont chargés de la bande-son. On entend dans le film entre autres Land in Sicht de Von Eden, Fuck the Pain Away et You Love It de Peaches, Das Geld, der Rhum und die Mädchen de KATZE, Going up the Country de Canned Heat et Come Into my Mouth de Thee Headcoatees.
1. Wetlands
2. Corinna und Helen
3. Du hast deine Dose vergessen
4. Nacktrasur
5. Gemüsesex
6. Ich erzähle dir eine Geschichte
7. Avocadosex
8. Wimpern
9. Helen im Regen
10. Helens Blut
11. Die Operation
12. Helen und Robin
13. Der Braten wird gestopft
14. Das sauberste Klo der Welt
15. Toni und Helen
16. Am Strand
17. Spreesex
18. Viele Drogen
19. Helens Familie
20. Avocados
21. Wetlands (instrumental)

## Accueil

### Festivals et sorties
Le film passe en avant-première le 11 août 2013 au festival international du film de Locarno, avant sa sortie nationale allemande le 22 août 2013 où il rassemble 945 128 spectateurs. Il est projeté pour la première fois en France lors de L'Étrange Festival le 6 septembre 2014, et en Belgique le 18 septembre 2014 au festival du film d'Ostende.

### Critiques
Les critiques germanophones ont été assez polarisées. Anke Sterneborg de Die Welt a préféré le film au roman original : « Ce qui aurait pu devenir une comédie peu ragoûtante dans le milieu hospitalier devient ici une histoire de passage à l'âge adulte pulsante, chatoyante et vibrante. ». Hannah Pilarczyk dans Der Spiegel Online conclut qu' « À force de vouloir choquer, le film lasse vite. L'ennui pointe même dans la dernière partie. ». Kirsten Riesselmann dans le TAZ dénonce un manque de courage : « Le film censément si sulfureux adapté d'un livre si scandaleux ne sent finalement le soufre qu'épisodiquement, pour faire joli, sans grand panache. ». Sonja Hartl de Kino-Zeit a apprécié l'esthétique : « Pourtant les images du film sont très expressives. Avec des couleurs vives qui claquent, des flash-backs aux teintes sépias ou des scènes de pluie qui délavent la caméra, le cadreur Jakub Bejnarowicz parvient à capter les états d'âmes de sa protagoniste».
Les critiques anglophones ont été globalement positives. Metacritic lui donne une moyenne de 77% sur 19 critiques et Rotten Tomatoes lui donne une moyenne « fraîche » de 89 % sur 39 critiques en commentant « Même s'il n'est pas pour les âmes sensibles, Zones humides transcende son côté racoleur avec de la douceur, du cœur et un esprit subversif. ». D'après Borys Kit au Hollywood Reporter, Zones humides contient autant « d'énergie et de sensibilité pop que Trainspotting ».
La blogueuse française Stéphanie Valibouse dans Filmosaure.com : « Comédie provoc’ et décomplexée, [Zones humides] dédramatise la sexualité et l’aspect du corps humain dans une société à la recherche de la perfection illusoire. » La suissesse Gaëlle Corthay parle quant à elle d'« Un film original, qui ose choquer son public, mais qui en use peut-être. Il s’adresse surtout à un public adolescent, quel que soit son âge. ».
En France, la féministe Ovidie a publié sur Metronews son regret que le film ne sorte pas en France : « Si au lieu de représenter un corps tel qu’il est réellement on avait mis en scène un personnage féminin émoustillant et consensuel, le film serait sorti en salle sans problème. Mais c’est justement parce qu’il ne caresse pas le spectateur dans le sens du poil et parce qu’il n’essaie pas de l’exciter gratuitement qu’il est certes rejeté mais qu’il marquera l’histoire du cinéma. ».

### Box-office
Le film réunit 945 128 spectateurs dans les cinémas allemands, ce qui en fait le trente-quatrième film et le huitième film allemand au box-office de l'année 2013 en Allemagne.